# 小谷实可子
小谷实可子（1966年8月30日—），是一名日本女子花样游泳运动员。她曾参加了1988年汉城奥林匹克运动会，并在比赛中获得女子花样游泳比赛双人铜牌和团体铜牌。她在该届奥运也担任日本代表团的开幕式旗手。